# دنیس سالیوان
دنیس سالیوان (انگلیسی: Dennis Sullivan؛ زادهٔ ۱۲ فوریهٔ ۱۹۴۱) یک ریاضی‌دان در زمینه توپولوژی اهل ایالات متحده آمریکا است.
وی برنده جوایزی همچون نشان ملی علوم شده‌است. همچنین وی در سال ۲۰۲۲ برنده جایزه آبل شد.